# Xodhé

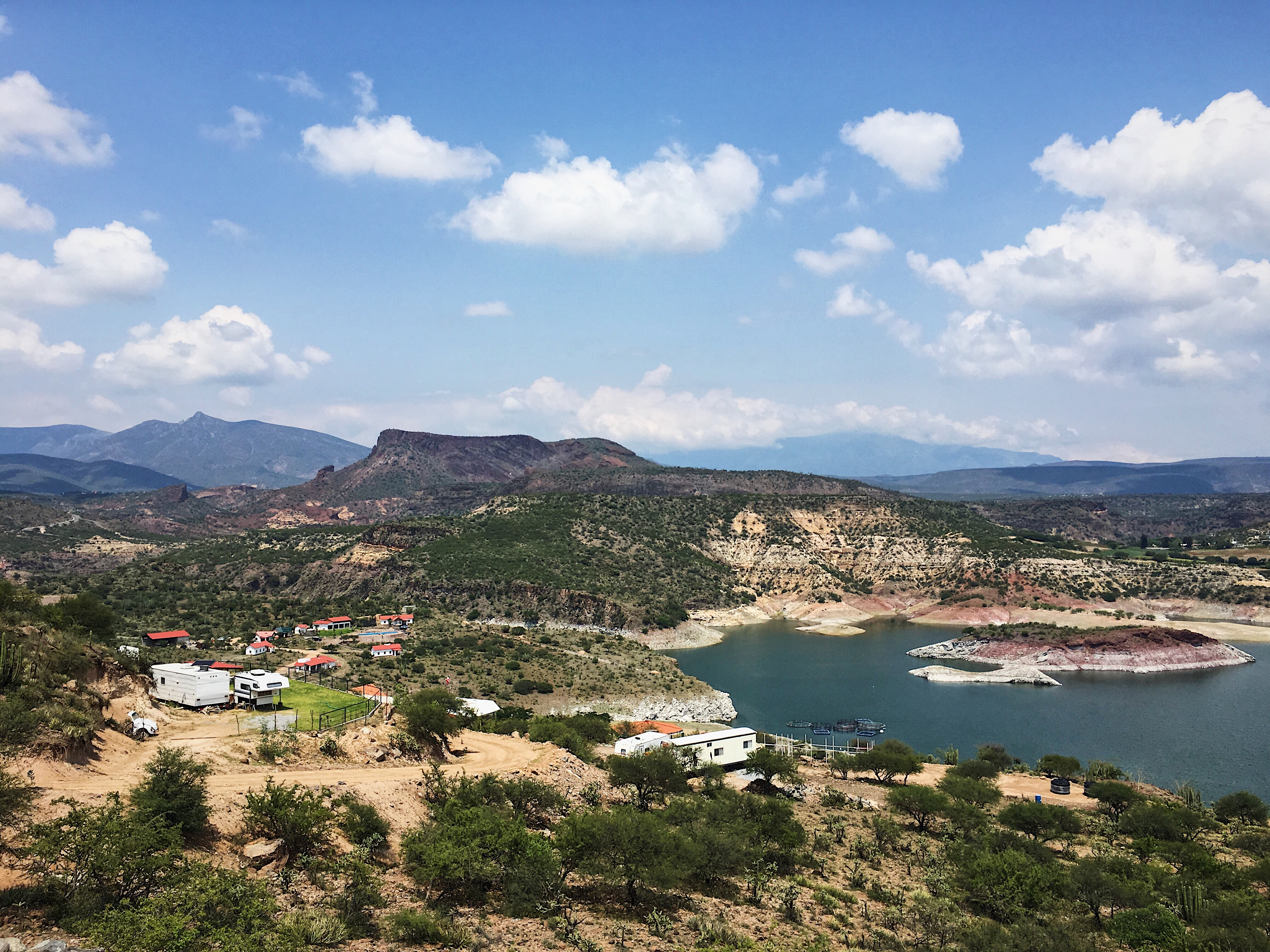
Cabañas a la orilla de la Presa de Zimapán, Xodhé Querétaro

Xodhé es una localidad del estado mexicano de Querétaro, forma parte del municipio de Cadereyta de Montes y se localiza en los límites entre el estado de Querétaro e Hidalgo. Se ubica en la parte suroeste del municipio y es considerada, junto con las localidades a su alrededor, una comunidad propiamente otomí.

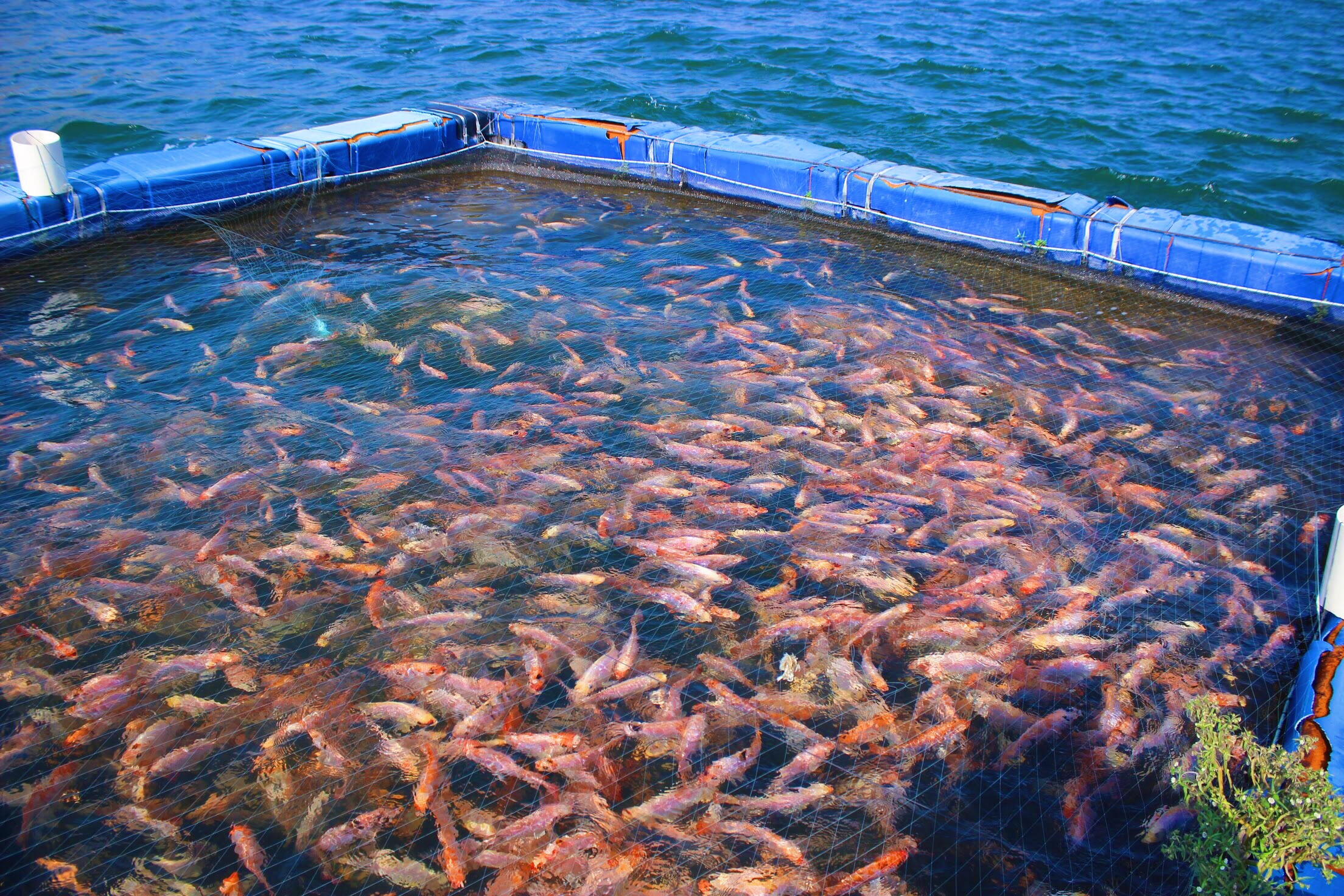
Criadero de Peces, Xodhé Querétaro

Su población, de acuerdo a los resultados del Conteo de Población y Vivienda de 2010 realizado por el Instituto Nacional de Estadística y Geografía es de 122 habitantes, siendo 64 hombres y 58 mujeres. La Secretaría de Desarrollo Social (SEDESOL) incluye esta localidad dentro de su Programa para el Desarrollo de Zonas Prioritarias (PDZP) y la cataloga como una comunidad rural, con alto grado de marginación. El Catálogo de lenguas indígenas nacionales del Instituto Nacional de Lenguas Indígenas, señala a esta comunidad con gente hablante del Otomí del Valle del Mezquital.